# Europa van Soevereine Naties
Europa van Soevereine Naties (ESN) is een fractie in het Europees Parlement waarin verschillende nationalistische, radicaal-rechtse en extreemrechtse partijen samenwerken.
De fractie werd gevormd na de parlementsverkiezingen van juni 2024. Het initiatief ging uit van de Duitse partij Alternative für Deutschland (AfD), die in de vorige zittingsperiode aangesloten was bij de fractie Identiteit en Democratie. In mei 2024 was de AfD uit ID gezet, en sindsdien was de partij op zoek naar een nieuwe fractie. Fracties in het Parlement hebben meer rechten en invloed dan niet-aangesloten partijen. Op 10 juli vond de oprichtingsvergadering plaats. AfD-afgevaardigde René Aust en de Pool Stanisław Tyszka (Konfederacja) werden tot co-voorzitters gekozen.
ESN werd de derde en kleinste fractie op de rechterflank, na de Europese Conservatieven en Hervormers (ECR) en de Patriotten voor Europa. Bij de oprichting telde de fractie 25 leden uit acht verschillende lidstaten.
De AfD had bij de verkiezingen 15 zetels behaald. Al voor de verkiezingen was besloten om lijsttrekker Maximilian Krah niet toe te laten, vanwege uitspraken waarin hij het lidmaatschap van de SS vergoelijkte.
De Poolse combinatie Konfederacja Wolność i Niepodległość werd door de AfD uitgenodigd maar was verdeeld over de keuze voor een fractie. Drie van de zes parlementariërs sloten zich aan bij ESN (de drie EP'ers van Wolność), twee neigden naar de Patriotten. De AfD had laten weten dat het zesde lid van Konfederacja niet welkom was vanwege relativerende uitspraken over de Holocaust die zelfs de AfD te ver gingen.

## Leden
| Land      | Nationale partij             | Zetels 2024 |
| --------- | ---------------------------- | ----------- |
| Bulgarije | Wedergeboorte                | 3           |
| Duitsland | Alternative für Deutschland  | 14          |
| Frankrijk | Reconquête                   | 1           |
| Hongarije | Mi Hazánk                    | 1           |
| Litouwen  | Tautos ir teisingumo sąjunga | 1           |
| Polen     | Wolność                      | 3           |
| Slowakije | Republika                    | 1           |
| Tsjechië  | Svoboda a přímá demokracie   | 1           |
| totaal    | totaal                       | 25          |

zittingsperiode 2024/2029

Europese Volkspartij · Progressieve Alliantie van Socialisten en Democraten · Patriotten voor Europa · Europese Conservatieven en Hervormers · Renew Europe · De Groenen/Vrije Europese Alliantie · Linkse Fractie · Europa van Soevereine Naties
niet-fractiegebonden leden